# Hunasekatte, Bhadravati
Hunasekatte là một làng thuộc tehsil Bhadravati, huyện Shimoga, bang Karnataka, Ấn Độ.